# حميرة تسنيم
حميرة تسنيم (من مواليد 8 يونيو 1995) هي لاعبة كريكيت إماراتية، تلعب مع منتخب الإمارات العربية المتحدة للكريكيت. في يوليو 2018، عُيّنت كقائدة لفريق الإمارات العربية المتحدة في بطولة تصفيات المؤهلة لكأس العالم للسيدات لعام 2018. وشاركت في البطولة الدولية للسيدات (WT20I) مع منتخب الإمارات ضد هولندا في تصفيات كأس العالم في 7 يوليو 2018.

## حياتها
ولدت تسنيم في العين لأبوين هنديين من حيدر أباد استقرا في الشارقة ونشأت وهي تلعب كرة السلة والكريكيت مع إخوتها. أكملت تعليمها في مدارس دلهي بالشارقة والتحقت بالجامعة الأمريكية في الشارقة.

## مهنة دولية
لعبت تسنيم لعبة الكريكيت المحلية في دولة الإمارات العربية المتحدة، وظهرت لأول مرة مع منتخب بلادها في سن 13 عامًا في عام 2008 في تايلاند. كما قادت فريق الإمارات العربية المتحدة تحت 19 عامًا في بطولة الاتحاد الآسيوي التي أقيمت في الكويت عام 2012.
أختيرت تسنيم في تشكيلة الإمارات العربية المتحدة لبطولة تصفيات العالم للسيدات لعام 2018 ولعبت أول مباراة لها في البطولة (WT20I) مع الإمارات ضد هولندا في 7 يوليو 2018. وأصبحت أصغر قائدة لمنتخب الإمارات في سن 23 عامًا، وفازت أيضًا بمباراتها الأولى كقائدة للمنتخب الوطني.

## روابط خارجية
- حميرة تسنيم at ESPNcricinfo